# Stiff Records
La Stiff Records fu una etichetta discografica creata nel 1976 a Londra da Dave Robinson e Jake Riviera nota per aver pubblicato inizialmente lavori di artisti pub rock e successivamente punk rock, ska e new wave.
Ebbe anche un'etichetta sussidiaria negli Stati Uniti dalla breve durata, la Stiff America.

## Artisti principali
- Elvis Costello
- Ian Dury and the Blockheads
- Tenpole Tudor
- Wreckless Eric
- Kirsty MacColl
- Madness
- Tracey Ullman
- Larry Wallis
- Dave Edmunds
- The Adverts
- Graham Parker & the Rumour
- Jona Lewie
- Devo
- The Damned
- Any Trouble
- Richard Hell e i The Voidoids
- Nick Lowe
- Sean Tyla
- Plasmatics
- The Pogues
- Lene Lovich
- Rachel Sweet
- Furniture